# Povolení zabíjet
Povolení zabíjet je šestnáctá oficiální bondovka, druhá a poslední s Timothy Daltonem v roli agenta 007. Ve filmu byl nápad s budíkem inspirován československým filmem Konec agenta W4C prostřednictvím psa pana Foustky. Tento film patřil z mnoha důvodů k finančně nejméně úspěšným z celé série – ve Spojených státech tržby zhruba vyrovnaly náklady filmu. Jednalo se o druhou (první byl film Špion, který mě miloval) bondovku, která nebyla založena na námětu Iana Fleminga.

## Děj
Brzy po svatbě je žena Bondova přítele Felixe Leitera zabita a on sám je znetvořen narkobaronem Franzem Sanchezem. A tak se 007 vydává na cestu pomsty, přestože mu jeho šéf M odebere povolení zabíjet.